# Relaciones Bolivia-Sudáfrica
Las relaciones Bolivia-Sudáfrica son las relaciones exteriores entre Bolivia y Sudáfrica. Aunque Sudáfrica mantiene relaciones diplomáticas completas con Bolivia, no está representada residencialmente en el país, sino que la embajada sudafricana en Lima, Perú, maneja asuntos locales de Sudáfrica en Bolivia.

## Era de Morales
En enero de 2006, el entonces presidente electo de Bolivia, Evo Morales, visitó Sudáfrica como parte de su ronda de la gira mundial antes de asumir la presidencia después de las elecciones presidenciales bolivianas. Morales ha declarado que la lucha de Sudáfrica contra el apartheid era similar a la lucha política en Bolivia. Entre el 17 y el 20 de julio de 2006 Sudáfrica envió una delegación de seguimiento a Bolivia encabezada por el ministro en la Presidencia, Essop Pahad, para cooperar y compartir experiencias sobre asambleas constitucionales, así como sobre las políticas de minerales y energía.
El presidente Morales volvió a visitar Sudáfrica durante la Copa del Mundo de Fútbol de 2010 donde se reunió con la vicepresidenta sudafricana Kgalema Motlanthe para discutir el refuerzo de las relaciones comerciales y diplomáticas.